# Eridu

Eridu of Eridoe, tegenwoordig Abu Schachren, Tell Abu Schachren, was een van de oudste steden van Sumer, en misschien wel dé oudste. De ruïnes liggen in de Tell Abu Schachren. In de Sumerische koningslijsten wordt Eridu genoemd als de stad van de eerste (mythische) koningen. Anders dan bij nog oudere plaatsen zoals Jericho en Çatal Hüyük was Eridu een echte stad en het centrum van wat met recht een beschaving genoemd kan worden.
De oudste bewoningslagen dateren uit het 6e millennium v.Chr. Maar in die tijd was het niet meer dan een dorp, dat iets ten westen van de rivier de Eufraat was gesticht. De nederzetting moet rond het 4000 v.Chr. uitgegroeid zijn tot een stad, mogelijk de eerste stad op Aarde. De oorspronkelijke bewoners waren ongetwijfeld Sumeriërs.
Van de Sumerische steden die om een tempel gebouwd werden was Eridu de zuidelijkste, het lag op ongeveer 11 km ten zuidwesten van Ur aan een uitloper van de Perzische Golf. Het typische keramiek, "Eriduware" genoemd, is langs de hele Perzische Golf teruggevonden. Door verlanding werd Eridu uiteindelijk van de zee afgesneden en daarom in het 1e, misschien zelfs al 2e millennium v.Chr. verlaten.
In Eridu stond het belangrijkste heiligdom van de god Enki, de god van de aarde en volgens de Sumeriërs de Schepper, de god van het (zoete) water, van de dood en van de scheppende geest. Samen met Anu, de god van Uruk, en Enlil (de wind) die niet aan een bepaalde plaats gebonden was, vormde hij de godentriade.
Volgens de Lijst van koningen van Sumer, behoorde Eridu tot een van de vijf voordiluviaanse steden. Ze werden tijdens de vloed verzwolgen, maar Xisouthros (Ziusudra, de Babylonische Noach) overleefde volgens Berossus de vloed en er werden tabletten uit Sippar opgegraven. Xisouthros had ze er op last van de wijsheidsgod Enki begraven.
In 1940 vonden er opgravingen plaats bij Eridu.